# Football Club Lausanne-Sport 2017-2018
Questa voce raccoglie le informazioni riguardanti il Football Club Lausanne-Sport nelle competizioni ufficiali della stagione 2017-2018.

## Stagione
Nella stagione 2017-2018 il Losanna, allenato da Fabio Celestini e Ilja Borenovic, concluse il campionato di Super League al 10º posto e fu retrocesso in Challenge League 2018-2019. In Coppa Svizzera il Losanna fu eliminato agli ottavi di finale dal Grasshoppers.

## Rosa
| N. |                        | Ruolo | Calciatore         |
| -- | ---------------------- | ----- | ------------------ |
| 1  | Svizzera (bandiera)    | P     | Thomas Castella    |
| 2  | Stati Uniti (bandiera) | D     | Lucas Pos          |
| 3  | Svizzera (bandiera)    | D     | Adam Ouattara      |
| 3  | Svizzera (bandiera)    | C     | Cameron Puertas    |
| 4  | Svizzera (bandiera)    | D     | Jérémy Manière     |
| 5  | Svizzera (bandiera)    | D     | Alain Rochat       |
| 6  | Svizzera (bandiera)    | D     | Elton Monteiro     |
| 7  | Kosovo (bandiera)      | C     | Benjamin Kololli   |
| 8  | Svizzera (bandiera)    | C     | Joël Geissmann     |
| 10 | Argentina (bandiera)   | A     | Gonzalo Zárate     |
| 13 | Svizzera (bandiera)    | A     | Simone Rapp        |
| 14 | Svizzera (bandiera)    | C     | Alexandre Pasche   |
| 15 | Portogallo (bandiera)  | D     | Brandão            |
| 15 | Argentina (bandiera)   | D     | Leandro Marín      |
| 17 | Svezia (bandiera)      | C     | Alexander Fransson |

| N. |                       | Ruolo | Calciatore          |
| -- | --------------------- | ----- | ------------------- |
| 18 | Italia (bandiera)     | C     | Andrea Maccoppi     |
| 19 | Italia (bandiera)     | A     | Francesco Margiotta |
| 20 | Svizzera (bandiera)   | C     | Maxime Dominguez    |
| 21 | Francia (bandiera)    | C     | Enzo Zidane         |
| 22 | Svizzera (bandiera)   | P     | Kevin Martin        |
| 23 | Svizzera (bandiera)   | D     | Sinclair Baddy Dega |
| 24 | Svizzera (bandiera)   | D     | Noah Loosli         |
| 25 | Francia (bandiera)    | C     | Tiago-Marti Escorza |
| 27 | Svizzera (bandiera)   | C     | Mersim Asllani      |
| 28 | Costa Rica (bandiera) | C     | Yeltsin Tejeda      |
| 29 | Svizzera (bandiera)   | A     | Andi Zeqiri         |
| 30 | Svizzera (bandiera)   | D     | Nicolas Gétaz       |
| 31 | Svizzera (bandiera)   | C     | Dominik Schmid      |
| 35 | Svizzera (bandiera)   | P     | Diego Berchtold     |
| 88 | Svizzera (bandiera)   | C     | Cabral              |

## Organigramma societario
Area tecnica
- Allenatore: Ilja Borenovic
- Allenatore in seconda: Alex Weaver
- Preparatore dei portieri: Florent Delay
- Preparatori atletici: Gabriele Bagattini, Mattia Garrone

## Calciomercato

### Sessione estiva
| Acquisti | Acquisti       | Acquisti      | Acquisti |
| R.       | Nome           | da            | Modalità |
| -------- | -------------- | ------------- | -------- |
| D        | Brandão        | Estoril Praia |          |
| C        | Joël Geissmann | Thun          |          |
| A        | Valeri Božinov | Meizhou Kejia |          |
| C        | Marco Delley   | Servette      |          |
| C        | Djamel Mesbah  | Crotone       |          |
| D        | Alain Rochat   | Young Boys    |          |
| A        | Gonzalo Zárate | Vaduz         |          |
| A        | Andi Zeqiri    | Juventus U19  |          |

| Cessioni | Cessioni           | Cessioni            | Cessioni |
| R.       | Nome               | a                   | Modalità |
| -------- | ------------------ | ------------------- | -------- |
| D        | David Hrubik       | Mačva Šabac         |          |
| A        | Pak Kwang-ryong    | St. Pölten          |          |
| C        | Musa Araz          | Konyaspor           |          |
| D        | Xavier Tomas       | Hamilton Academical |          |
| A        | Nassim Ben Khalifa | San Gallo           |          |
| C        | Olivier Custodio   | Lucerna             |          |
| P        | Dany Da Silva      | Yverdon             |          |
| D        | Paolo Frascatore   | Südtirol            |          |
| A        | Juan Esnáider Ruiz | Mérida AD           |          |
| C        | Ali Kabacalman     | Losanna U21         |          |
| C        | Jordan Lotomba     | Young Boys          |          |
| D        | Marcus Diniz       | Ironi K. Shmona     |          |
| C        | Kevin Méndez       | Roma U19            |          |
| D        | Taye Taiwo         | AFC Eskilstuna      |          |
| C        | Ming-yang Yang     | Winterthur          |          |

### Sessione invernale
| Acquisti | Acquisti           | Acquisti  | Acquisti |
| R.       | Nome               | da        | Modalità |
| -------- | ------------------ | --------- | -------- |
| D        | Noah Loosli        | Sciaffusa |          |
| C        | Dominik Schmid     | Basilea   |          |
| A        | Simone Rapp        | Thun      |          |
| C        | Alexander Fransson | Basilea   |          |
| C        | Enzo Zidane        | Alavés    |          |

| Cessioni | Cessioni       | Cessioni        | Cessioni |
| R.       | Nome           | a               | Modalità |
| -------- | -------------- | --------------- | -------- |
| A        | Gabriel Torres | Huachipato      |          |
| C        | Marco Delley   | Neuchâtel Xamax |          |
| C        | Samuele Campo  | Basilea         |          |

## Risultati

### Super League

#### Prima fase, girone di andata
| Arbitro: | Hänni |

|                                   |           |                                   |
| Campo 7’ Geissmann 57’ Zárate 62’ | Marcatori | 28’ Buess 33’ Aratore 52’ Aleksić |

| Arbitro: | Erlachner |

|  |           |               |
|  | Marcatori | 33’ Schneuwly |

| Arbitro: | Jaccottet |

|                                    |           |  |
| Bertone 16’, 22’ Hoarau 67’ (rig.) | Marcatori |  |

| Arbitro: | Klossner |

|                           |           |                                      |
| Kololli 17’ Margiotta 82’ | Marcatori | 12’ Marzouk 53’ Rouiller 85’ Mariani |

| Arbitro: | Bieri |

|                                                    |           |                          |
| Sorgić 5’ Spielmann 30’, 60’ Rapp 73’ Hunziker 90’ | Marcatori | 41’ Rochat 43’ Margiotta |

| Arbitro: | Jaccottet |

|               |           |                         |
| Margiotta 26’ | Marcatori | 74’ (rig.) Sigurjónsson |

| Arbitro: | Erlachner |

|                            |           |                           |
| van Wolfswinkel 30’ (rig.) | Marcatori | 55’ Kololli 80’ Geissmann |

| Arbitro: | Bieri |

|               |           |               |
| Margiotta 45’ | Marcatori | 13’ Rodríguez |

| Arbitro: | Amhof |

|                       |           |                                       |
| Jurić 12’ (rig.), 60’ | Marcatori | 38’ Marín 48’ Geissmann 61’ Margiotta |

#### Prima fase, girone di ritorno
| Arbitro: | Schärer |

|           |           |               |
| Cunha 54’ | Marcatori | 78’ Dominguez |

| Arbitro: | Fähndrich |

|                          |           |               |
| Margiotta 40’ Zárate 90’ | Marcatori | 67’ Fassnacht |

| Arbitro: | Schnyder |

|  |           |                                              |
|  | Marcatori | 18’ Marín 38’ Geissmann 55’ Campo 59’ Tejeda |

| Arbitro: | Fähndrich |

|               |           |                   |
| Geissmann 32’ | Marcatori | 6’, 30’, 36’ Rapp |

| Arbitro: | Tschudi |

|                              |           |  |
| Jeffrén 68’ Bašić 90’ (rig.) | Marcatori |  |

| Arbitro: | Schnyder |

|                                         |           |           |
| Campo 41’ Zárate 77’ Kololli 90’ (rig.) | Marcatori | 23’ Alves |

| Arbitro: | Amhof |

|                  |           |  |
| Frey 63’ Nef 81’ | Marcatori |  |

| Arbitro: | Schnyder |

|            |           |                                               |
| Zeqiri 80’ | Marcatori | 7’ Elyounoussi 39’ Ajeti 63’ Lang 66’ Steffen |

| Arbitro: | Schärer |

|              |           |                  |
| Sabbatini 3’ | Marcatori | 24’, 35’ Kololli |

#### Seconda fase, girone di andata
| Arbitro: | Erlachner |

|                                                    |           |            |
| Kololli 5’, 53’ Zárate 33’ Campo 37’ Margiotta 41’ | Marcatori | 57’ Winter |

| Arbitro: | Klossner |

|                            |           |             |
| Rodríguez 1’ Schneuwly 31’ | Marcatori | 88’ Kololli |

| Arbitro: | Erlachner |

|            |           |                                                   |
| Zeqiri 73’ | Marcatori | 31’ Sulejmani 41’ (rig.), 66’ Hoarau 90’ Ngamaleu |

| Arbitro: | Klossner |

|                                           |           |            |
| Rochat 3’ (aut.) Schneuwly 16’ Adryan 90’ | Marcatori | 39’ Zidane |

| Arbitro: | Schnyder |

|          |           |          |
| Rapp 89’ | Marcatori | 60’ Lang |

| Zurigo 3 marzo 2018, ore 19:00 CET 24ª giornata | Grasshoppers | 0 – 0 referto | Losanna | Stadio Letzigrund (3 100 spett.)\| Arbitro: \| Tschudi \| |
| Arbitro:                                        | Tschudi      |               |         |                                                           |

| Arbitro: | Schnyder |

|            |           |                                               |
| Pasche 69’ | Marcatori | 6’ Itten 34’ Khalifa 59’ Wiss 77’ Kukuruzović |

| Thun 18 marzo 2018, ore 16:00 CET 26ª giornata | Thun     | 0 – 0 referto | Losanna | Stockhorn Arena (5 586 spett.)\| Arbitro: \| Klossner \| |
| Arbitro:                                       | Klossner |               |         |                                                          |

| Arbitro: | Hänni |

|                       |           |               |
| Zidane 21’ Zárate 66’ | Marcatori | 33’ Carlinhos |

#### Seconda fase, girone di ritorno
| Arbitro: | San |

|  |           |                   |
|  | Marcatori | 53’, 81’ Carlitos |

| Arbitro: | Fähndrich |

|                   |           |               |
| Bua 11’ Ajeti 90’ | Marcatori | 63’ Margiotta |

| Arbitro: | Jaccottet |

|  |           |             |
|  | Marcatori | 82’ Schürpf |

| Arbitro: | Tschudi |

|                                    |           |          |
| Hoarau 10’, 38’ Fassnacht 18’, 90’ | Marcatori | 60’ Rapp |

| Arbitro: | San |

|  |           |           |
|  | Marcatori | 81’ Kodro |

| Arbitro: | Fähndrich |

|          |           |              |
| Frey 53’ | Marcatori | 88’ Monteiro |

| Arbitro: | Erlachner |

|                         |           |  |
| Gerndt 64’ Manicone 90’ | Marcatori |  |

| Arbitro: | Schärer |

|  |           |                          |
|  | Marcatori | 49’ Sorgić 62’ Spielmann |

| Arbitro: | Jaccottet |

|  |           |                                    |
|  | Marcatori | 34’ (rig.), 42’ Kololli 39’ Cabral |

### Coppa Svizzera
| Arbitro: | Jaccottet |

|            |           |                                              |
| Ivelja 36’ | Marcatori | 25’ Božinov 63’ (rig.) Kololli 87’ Geissmann |

| Arbitro: | Erlachner |

|            |           |                                   |
| Bristot 6’ | Marcatori | 43’ Pasche 67’ Rochat 71’ Kololli |

| Arbitro: | Klossner |

|  |           |              |
|  | Marcatori | 66’ Djuričin |

## Statistiche

### Statistiche di squadra
| Competizione   | Punti | In casa | In casa | In casa | In casa | In casa | In casa | In trasferta | In trasferta | In trasferta | In trasferta | In trasferta | In trasferta | Totale | Totale | Totale | Totale | Totale | Totale | DR  |
| Competizione   | Punti | G       | V       | N       | P       | Gf      | Gs      | G            | V            | N            | P            | Gf           | Gs           | G      | V      | N      | P      | Gf     | Gs     | DR  |
| -------------- | ----- | ------- | ------- | ------- | ------- | ------- | ------- | ------------ | ------------ | ------------ | ------------ | ------------ | ------------ | ------ | ------ | ------ | ------ | ------ | ------ | --- |
| Super League   | 35    | 18      | 4       | 4       | 10      | 24      | 36      | 18           | 5            | 4            | 9            | 22           | 31           | 36     | 9      | 8      | 19     | 46     | 67     | -21 |
| Coppa Svizzera | -     | 1       | 0       | 0       | 1       | 0       | 1       | 2            | 2            | 0            | 0            | 6            | 2            | 3      | 2      | 0      | 1      | 6      | 3      | +3  |
| Totale         | 35    | 19      | 4       | 4       | 11      | 24      | 37      | 20           | 7            | 4            | 9            | 28           | 33           | 39     | 11     | 8      | 20     | 52     | 70     | -18 |

### Andamento in campionato
| Giornata  | 1 | 2 | 3 | 4 | 5  | 6  | 7  | 8  | 9 | 10 | 11 | 12 | 13 | 14 | 15 | 16 | 17 | 18 | 19 | 20 | 21 | 22 | 23 | 24 | 25 | 26 | 27 | 28 | 29 | 30 | 31 | 32 | 33 | 34 | 35 | 36 |
| --------- | - | - | - | - | -- | -- | -- | -- | - | -- | -- | -- | -- | -- | -- | -- | -- | -- | -- | -- | -- | -- | -- | -- | -- | -- | -- | -- | -- | -- | -- | -- | -- | -- | -- | -- |
| Luogo     | C | C | T | C | T  | C  | T  | C  | T | T  | C  | T  | C  | T  | C  | T  | C  | T  | C  | T  | C  | T  | C  | T  | C  | T  | C  | C  | T  | C  | T  | C  | T  | T  | C  | T  |
| Risultato | N | P | P | P | P  | N  | V  | N  | V | N  | V  | V  | P  | P  | V  | P  | P  | V  | V  | P  | P  | P  | N  | N  | P  | N  | V  | P  | P  | P  | P  | P  | N  | P  | P  | V  |
| Posizione | 5 | 7 | 8 | 9 | 10 | 10 | 10 | 10 | 8 | 9  | 6  | 6  | 6  | 6  | 6  | 6  | 6  | 6  | 5  | 6  | 8  | 8  | 8  | 8  | 8  | 8  | 7  | 8  | 10 | 10 | 10 | 10 | 10 | 10 | 10 | 10 |

Legenda:

Luogo: C = Casa; T = Trasferta. Risultato: V = Vittoria; N = Pareggio; P = Sconfitta.

### Statistiche dei giocatori
| Giocatore     | Super League | Super League | Super League | Super League | Coppa Svizzera | Coppa Svizzera | Coppa Svizzera | Coppa Svizzera | Totale   | Totale | Totale      | Totale     |
| Giocatore     | Presenze     | Reti         | Ammonizioni  | Espulsioni   | Presenze       | Reti           | Ammonizioni    | Espulsioni     | Presenze | Reti   | Ammonizioni | Espulsioni |
| ------------- | ------------ | ------------ | ------------ | ------------ | -------------- | -------------- | -------------- | -------------- | -------- | ------ | ----------- | ---------- |
| M. Asllani    | 13           | 0            | 1            | 0            | 2              | 0              | 0              | 0              | 15       | 0      | 1           | 0          |
| D. Berchtold  | 0            | 0            | 0            | 0            | 0              | 0              | 0              | 0              | 0        | 0      | 0           | 0          |
| V. Božinov    | 7            | 0            | 0            | 0            | 2              | 1              | 1              | 0              | 9        | 1      | 1           | 0          |
| C. Cabral     | 8            | 1            | 3            | 0            | 0              | 0              | 0              | 0              | 8        | 1      | 3           | 0          |
| S. Campo      | 18           | 4            | 0            | 0            | 2              | 0              | 0              | 0              | 20       | 4      | 0           | 0          |
| T. Castella   | 36           | 0            | 2            | 0            | 3              | 0              | 0              | 0              | 39       | 0      | 2           | 0          |
| S. Dega       | 2            | 0            | 1            | 0            | 0              | 0              | 0              | 0              | 2        | 0      | 1           | 0          |
| M. Delley     | 4            | 0            | 1            | 0            | 0              | 0              | 0              | 0              | 4        | 0      | 1           | 0          |
| M. Dominguez  | 3            | 1            | 0            | 0            | 0              | 0              | 0              | 0              | 3        | 1      | 0           | 0          |
| T. Escorza    | 3            | 0            | 0            | 0            | 0              | 0              | 0              | 0              | 3        | 0      | 0           | 0          |
| A. Fransson   | 12           | 0            | 2            | 0            | 0              | 0              | 0              | 0              | 12       | 0      | 2           | 0          |
| J. Geissmann  | 33           | 5            | 4            | 0            | 3              | 1              | 0              | 0              | 36       | 6      | 4           | 0          |
| N. Gétaz      | 28           | 0            | 3            | 2            | 1              | 0              | 0              | 0              | 29       | 0      | 3           | 2          |
| A. Kabacalman | 0            | 0            | 0            | 0            | 0              | 0              | 0              | 0              | 0        | 0      | 0           | 0          |
| B. Kololli    | 29           | 10           | 4            | 0            | 3              | 2              | 0              | 0              | 32       | 12     | 4           | 0          |
| N. Loosli     | 14           | 0            | 2            | 0            | 0              | 0              | 0              | 0              | 14       | 0      | 2           | 0          |
| A. Maccoppi   | 21           | 0            | 5            | 1            | 1              | 0              | 0              | 0              | 22       | 0      | 5           | 1          |
| J. Manière    | 14           | 0            | 2            | 0            | 2              | 0              | 1              | 0              | 16       | 0      | 3           | 0          |
| F. Margiotta  | 34           | 8            | 2            | 0            | 1              | 0              | 0              | 0              | 35       | 8      | 2           | 0          |
| K. Martin     | 0            | 0            | 0            | 0            | 0              | 0              | 0              | 0              | 0        | 0      | 0           | 0          |
| L. Marín      | 24           | 2            | 1            | 0            | 2              | 0              | 0              | 0              | 26       | 2      | 1           | 0          |
| D. Mesbah     | 4            | 0            | 1            | 0            | 1              | 0              | 0              | 0              | 5        | 0      | 1           | 0          |
| E. Monteiro   | 32           | 1            | 11           | 1            | 3              | 0              | 0              | 0              | 35       | 1      | 11          | 1          |
| A. Ouattara   | 0            | 0            | 0            | 0            | 0              | 0              | 0              | 0              | 0        | 0      | 0           | 0          |
| K. Pak        | 0            | 0            | 0            | 0            | 0              | 0              | 0              | 0              | 0        | 0      | 0           | 0          |
| A. Pasche     | 21           | 1            | 6            | 0            | 3              | 1              | 0              | 0              | 24       | 2      | 6           | 0          |
| L. Pos        | 0            | 0            | 0            | 0            | 0              | 0              | 0              | 0              | 0        | 0      | 0           | 0          |
| C. Puertas    | 0            | 0            | 0            | 0            | 0              | 0              | 0              | 0              | 0        | 0      | 0           | 0          |
| S. Rapp       | 12           | 2            | 4            | 0            | 0              | 0              | 0              | 0              | 12       | 2      | 4           | 0          |
| A. Rochat     | 30           | 1            | 8            | 0            | 3              | 1              | 0              | 0              | 33       | 2      | 8           | 0          |
| D. Schmid     | 12           | 0            | 3            | 0            | 0              | 0              | 0              | 0              | 12       | 0      | 3           | 0          |
| Y. Tejeda     | 17           | 1            | 0            | 0            | 2              | 0              | 1              | 0              | 19       | 1      | 1           | 0          |
| G. Torres     | 12           | 0            | 1            | 0            | 3              | 0              | 0              | 0              | 15       | 0      | 1           | 0          |
| A. Zeqiri     | 19           | 2            | 4            | 0            | 2              | 0              | 0              | 0              | 21       | 2      | 4           | 0          |
| E. Zidane     | 16           | 2            | 3            | 0            | 0              | 0              | 0              | 0              | 16       | 2      | 3           | 0          |
| G. Zárate     | 24           | 5            | 1            | 1            | 1              | 0              | 0              | 0              | 25       | 5      | 1           | 1          |